# 목도리앵무과
목도리앵무과(Psittaculidae)는 앵무목에 속하는 조류과의 하나이다. 5개 아과, 48개 속에 192종으로 이루어져 있다.

## 하위 분류
- 장미앵무아과 (Platycercinae) - 2족 12속
- 범앵무아과 (Psittacellinae) - 1속
- 장수앵무아과 (Loriinae) - 3족 15속
- 모란앵무아과 (Agapornithinae) - 3속
- 목도리앵무아과 (Psittaculinae) - 3족 10속